# Urawa Red Diamonds (femminile)
L'Urawa Red Diamond Ladies , conosciuta anche come Mitsubishi Heavy Industries Urawa Reds Ladies per motivi di sponsorizzazione, è una società di calcio femminile con sede nella città di Saitama che milita nella Women Empowerment League, il massimo livello agonistico, nonché professionistico, del campionato giapponese femminile di calcio.
Nel suo palmarès vanta la vittoria di 4 campionati nazionali, una WE League Cup e un campionato femminile di Lega giapponese e sudcoreana:  

## Denominazioni
Nella sua storia la squadra ha cambiato denominazione 3 volte. 

### Transizioni dei nomi
- Urawa Reinas FC: 1999–2001
- Saitama  Reinas FC: 2002–2004
- Urawa Red Diamonds Ladies: 2005–

## Calciatrici

### Vincitrici di titoli
Campionesse del mondo
- Kyōko Yano (Germania 2011)
- Nozomi Yamago (Germania 2011)
- Saki Kumagai (Germania 2011)

## Palmarès

### Tornei nazionali
- Campionato giapponese: 4

2004, 2009, 2014, 2020
- WE League Cup: 1

2022-2023

### Tornei internazionali
- Campionato femminile di Lega giapponese e sudcoreana: 1

2010

## Organico

### Rosa 2022-2023
Rosa, ruoli e numeri di maglia estratti dal sito ufficiale, aggiornati al 13 maggio 2023.
| N. |                     | Ruolo | Calciatrice     |
| -- | ------------------- | ----- | --------------- |
| 1  | Giappone (bandiera) | P     | Sakiko Ikeda    |
| 2  | Giappone (bandiera) | D     | Kana Osafune    |
| 4  | Giappone (bandiera) | C     | Mayu Sasaki     |
| 5  | Giappone (bandiera) | D     | Saki Ueno       |
| 6  | Giappone (bandiera) | C     | Akari Kurishima |
| 7  | Giappone (bandiera) | D     | Hana Takahashi  |
| 8  | Giappone (bandiera) | C     | Hikaru Naomoto  |
| 9  | Giappone (bandiera) | A     | Yuika Sugasawa  |
| 10 | Giappone (bandiera) | A     | Kozue Andō      |
| 11 | Giappone (bandiera) | A     | Kiko Seike      |
| 12 | Giappone (bandiera) | P     | Shiori Fukuda   |
| 13 | Giappone (bandiera) | D     | Reina Nagashima |
| 14 | Giappone (bandiera) | A     | Shoko Uemura    |
| 15 | Giappone (bandiera) | A     | Mei Shimada     |
| 16 | Giappone (bandiera) | C     | Yuki Mizutani   |
| 17 | Giappone (bandiera) | C     | Yu Endo         |

| N. |                     | Ruolo | Calciatrice              |
| -- | ------------------- | ----- | ------------------------ |
| 18 | Giappone (bandiera) | C     | Hanae Shibata (capitano) |
| 19 | Giappone (bandiera) | C     | Yuzuho Shiokoshi         |
| 20 | Giappone (bandiera) | D     | Minori Takahashi         |
| 22 | Giappone (bandiera) | C     | Hiroka Ipposhi           |
| 23 | Giappone (bandiera) | P     | Maya Ino                 |
| 25 | Giappone (bandiera) | D     | Nonoka Kawai             |
| 26 | Giappone (bandiera) | C     | Ririka Tanno             |
| 27 | Giappone (bandiera) | A     | Hanon Nishio             |
| 28 | Giappone (bandiera) | D     | Kotone Nishimura         |
| 29 | Giappone (bandiera) | C     | Fuka Tsunoda             |
| 30 | Giappone (bandiera) | D     | Rion Ishikawa            |
| 31 | Giappone (bandiera) | P     | Sawako Suzuki            |
| 35 | Giappone (bandiera) | C     | Yu Shimizu Type 2        |
| 36 | Giappone (bandiera) | A     | Ami Takeuchi Type 2      |
| 37 | Giappone (bandiera) | C     | Ena Takatsuka            |